# Isla Mayor
Isla Mayor est une commune située dans la province de Séville de la communauté autonome d’Andalousie en Espagne.

## Géographie

### Localisation

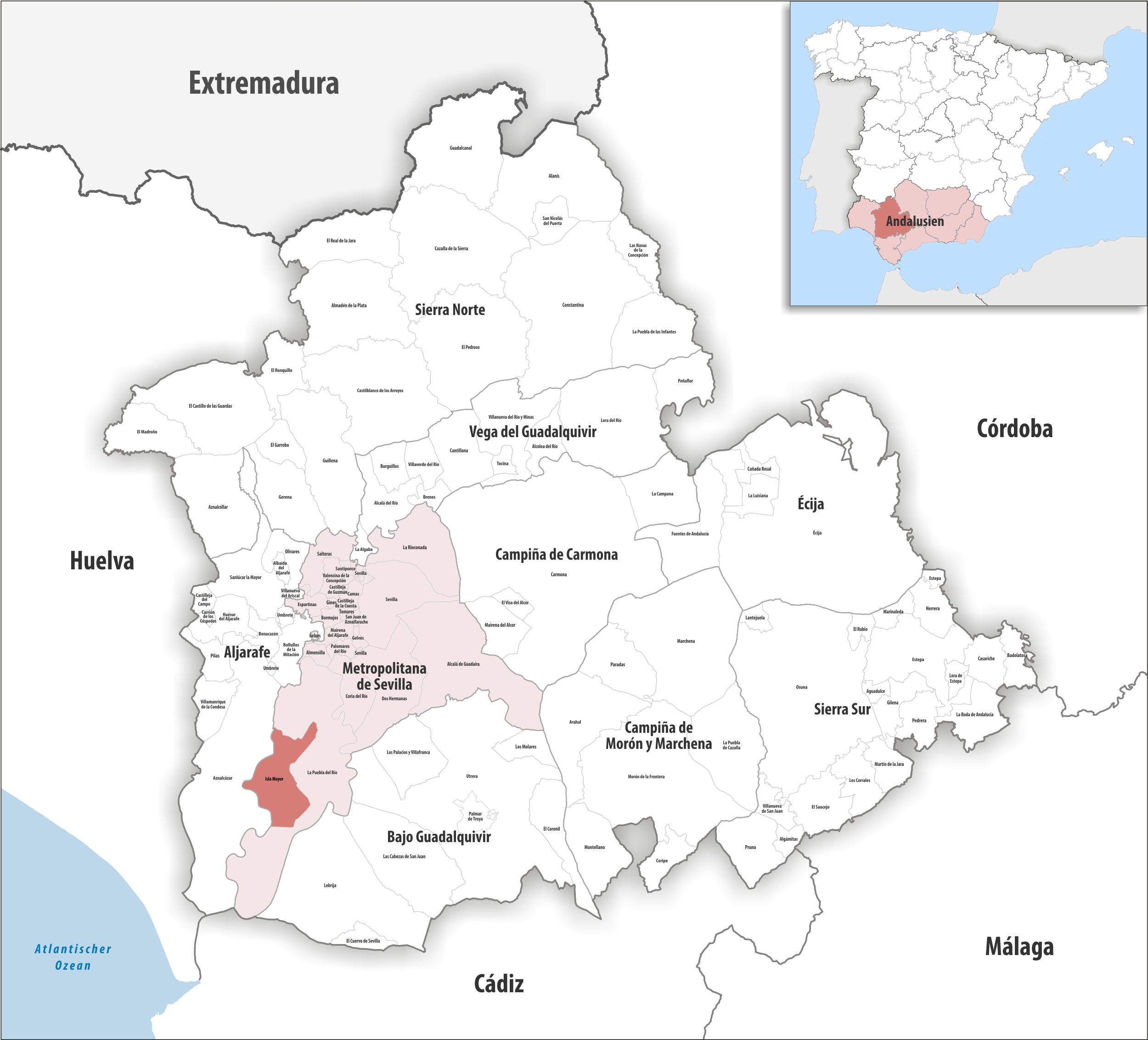
Isla Mayor dans la province de Séville, en Andalousie et en Espagne.

La commune d'Isla Mayor est dans la partie sud-ouest de la province de Séville, dans la comarque de la zone métropolitaine de Séville, sur les basses terres de la vallée du Guadalquivir.
Séville est à 42 km nord-est,
Madrid à 563 km nord-est,
Gibraltar à 235 km sud-sud-est.

### Communes voisines
Les deux communes limitrophes sont elles aussi dans la province de Séville : La Puebla del Río dans la comarque de la zone métropolitaine de Séville, et Aznalcázar dans la comarque d'El Aljarafe.

## Administration
| Période                                  | Période | Identité | Étiquette | Qualité |
| ---------------------------------------- | ------- | -------- | --------- | ------- |
| N/A                                      | N/A     | N/A      | N/A       | Maire   |
| Les données manquantes sont à compléter. |         |          |           |         |